# Pannenberg
De Pannenberg is een bedrijventerrein in Belfeld, gemeente Venlo, in de Nederlandse provincie Limburg.
Het bedrijventerrein ligt in het noordelijke gedeelte van de wijk Geloo. Naar het noordoosten gaat het over in het bedrijventerrein Geloërveld.
Het bedrijventerrein wordt in het westen begrensd door de Spoorlijn Venlo - Roermond, het Geloërveld in het noordoosten, en de woonwijk Geloo in het zuidoosten.